# Calathusa cinerea
Calathusa cinerea är en fjärilsart som beskrevs av Holloway 1979. Calathusa cinerea ingår i släktet Calathusa och familjen trågspinnare. Inga underarter finns listade i Catalogue of Life.